# Michelingubben

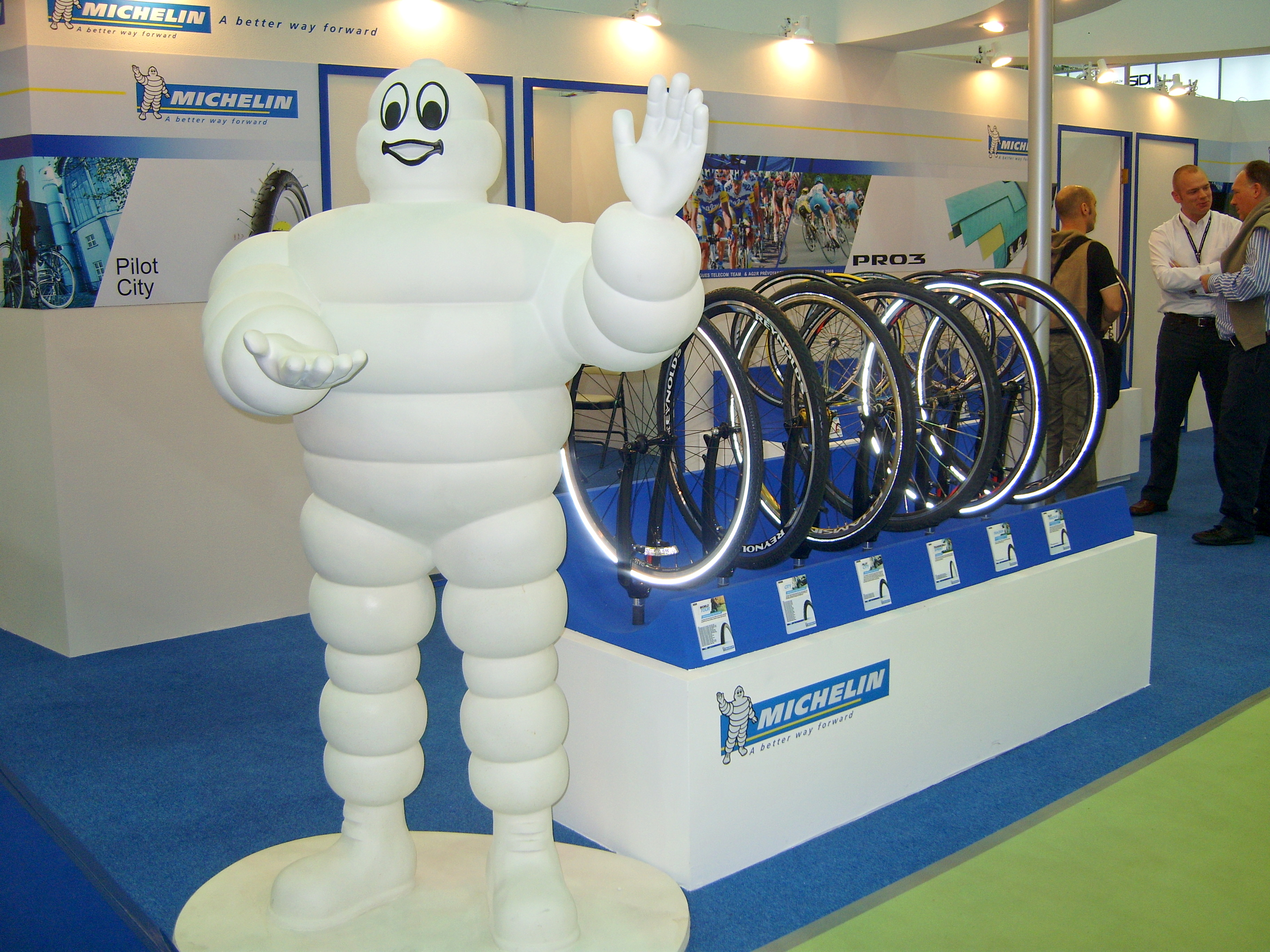
Bibendum, Michelingubben, i Taipei 2008.

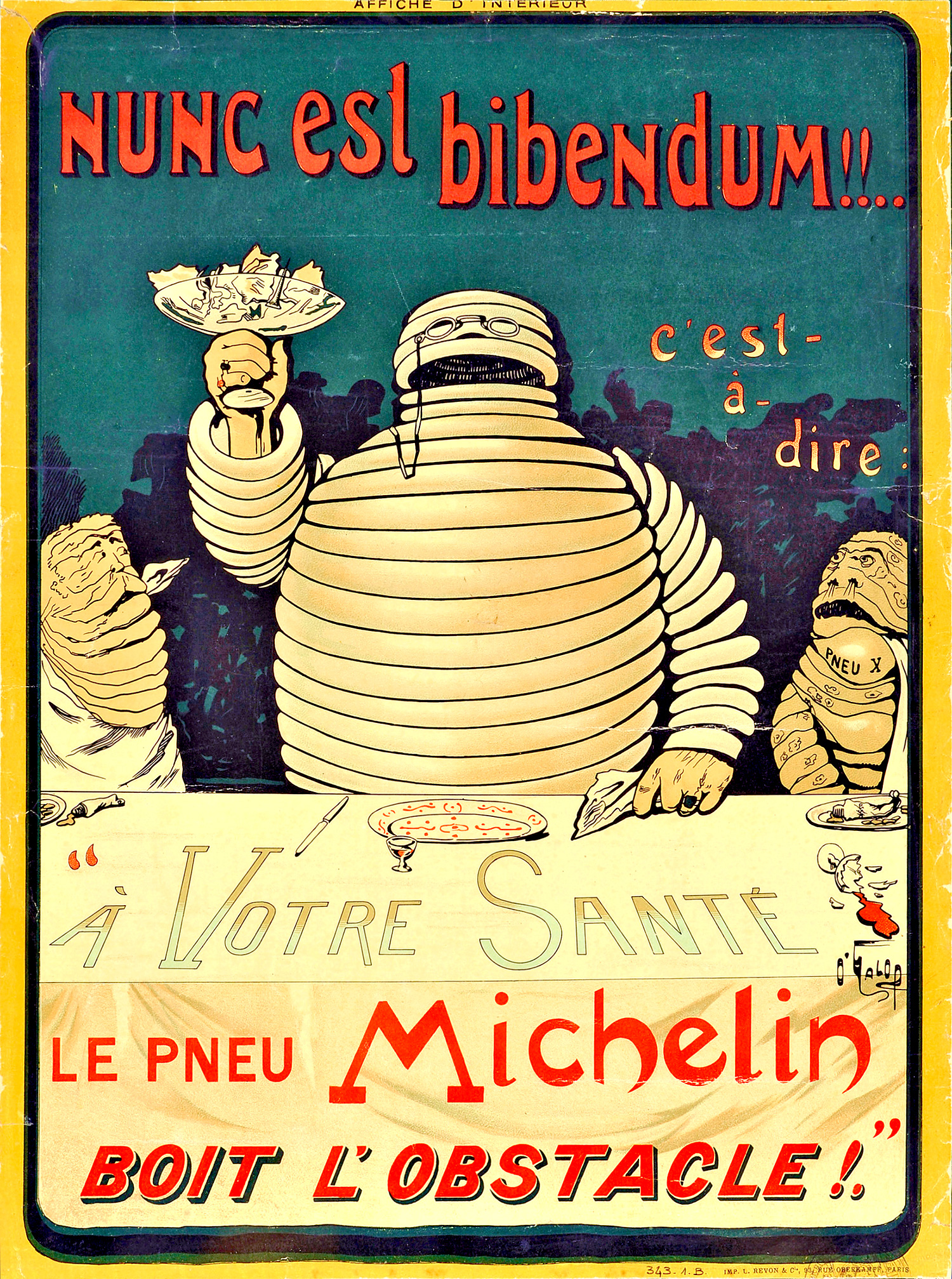
Bibendum på en affisch från 1898.

Bibendum, eller mer känt som Michelingubben på svenska, är det franska företaget Michelins maskot. Den introducerades på kolonialutställningen i Lyon 1894 där grundarna hade en utställningsmonter, vilket gör Bibendum till ett av världens äldsta varumärken. Han kallas även Bib eller Bibelobis. På en tidig slogan stod det på latinska Nunc est bibendum, som ungefär betyder Nu är det dags att dricka.
Michelingubbens ringar symboliserade ursprungligen cykelslangar. Gummiblandningar var beigea eller ljusgråa innan 1912 då kimrök började tillsättas för att öka hållbarheten. Även Michelingubben bytte först färg till svart men av trycktekniska skäl återställdes den ljusa färgen, och ändrades senare till helvit.

Utom färgen har det gjorts andra förändringar, en tidigare version hade Pincené och rökte cigarr. När figuren fyllde 100 år 1998 presenterades en något slankare version, som sades vara anpassad till moderna bildäck.